# نصرت‌آباد (عشق‌آباد)
نصرت‌آباد، روستایی در دهستان ده محمد بخش مرکزی شهرستان عشق‌آباد در استان خراسان جنوبی ایران است.

## جمعیت
بر پایه سرشماری عمومی نفوس و مسکن در سال ۱۳۹۵، جمعیت این روستا برابر با ۷ نفر (۴ خانوار) بوده است.